# Walter Savage Landor
Walter Savage Landor (Warwick, 30 de enero de 1775 - Florencia, 17 de septiembre de 1864) fue un poeta y escritor inglés en su idioma materno y en latín, relacionado con la escuela lakista.

## Vida
Era hijo de Walter Landor, médico, y de su esposa, Elizabeth Savage, que poseía cierta cantidad de propiedades. Estudió en la Escuela de Rugby y en el Trinity College de Oxford. 
Su vida fue un catálogo increíble de incidentes y desgracias, muchos de ellos autoinfligidos, pero algunos sin ninguna culpa por su parte. Su naturaleza impetuosa y su temperamento terco y obsesivo, asociado a un completo desprecio por cualquier forma de autoridad, le causaron muchos problemas. Admirador del jacobinismo francés y republicano en un país ferozmente monárquico, sus desaires le valieron ser expulsado sucesivamente de Rugby, de Oxford y, en breves períodos, de la casa paterna.
Es más, en el curso de su vida Landor entró en conflicto deliberado no solo con sus enemigos políticos (los partidarios de Pitt), sino también con sus vecinos y toda una serie de lores, magnates, obispos, cancilleres, grandes de España, duques italianos, nuncios, abogados y otras figuras oficiales. Cuando no ganaba una discusión con una frase hilarante, aunque tuviesen que pasar veinte años, no lo dejaba concluir sin un epigrama hiriente, y en no pocas ocasiones fue acusado de difamación. Y, sin embargo, su amigo el poeta Swinburne lo describía como "el hombre más dulce y más gentil" que era posible encontrar, que siempre dedicaba esfuerzos a las más nobles y benéficas causas.
La muerte de su padre en 1802 lo puso en posesión de una pequeña fortuna, lo que le permitió establecerse en Bath. Allí conoció en 1808 al culto hispanista Robert Southey, con el que desarrolló una estrecha amistad. Southey lo admiraba: «Nunca he conocido a nadie más distinto a mí en todos los aspectos importantes del carácter humano, ni a nadie que tan cordial e instintivamente estuviera de acuerdo conmigo en tantos temas de la mayor importancia. Antes de conocerle dije a menudo que andaría cuarenta millas para verle; y ahora que lo he conocido, con gusto andaría ochenta millas más para volverlo a ver». En ese mismo año marchó a la península ibérica a combatir a las tropas napoleónicas en la Guerra de la Independencia española y fue premiado por Fernando VII con el grado honorífico de coronel del ejército español; pero cuando este revocó la Constitución de Cádiz, rechazó indignado ese título y lo devolvió.
En mayo de 1811 Landor se casó con Miss Julia Thuillier, hija de un banquero suizo empobrecido, de quien se había enamorado en un baile en Bath; en junio se trasladaron a vivir a Llanthony Abbey en Monmouthshire. En junio de 1812 compuso su tragedia en verso Count Julian, inspirada en la figura histórica del conde don Julián. Después de tres años en los que intentó infructuosamente tanto ser feliz en este tormentoso matrimonio, en el que tuvo un hijo, como hacer productiva esa propiedad, se marchó de Inglaterra hacia Francia y tras residir brevemente en Tours pasó tres años en Como y tres más entre Pisa y Pistoia antes de establecerse en Florencia en 1821. Allí empezó a componer una de sus obras más famosas, Conversaciones imaginarias con literatos y estadistas (1824-1853), donde, inspirándose en Luciano de Samosata y Fontenelle, agrupa unos ciento cincuenta diálogos sobre cuestiones filosóficas entre diversos personajes históricos desde la antigüedad griega hasta su época.
En 1835, tras discutir fuertemente con su mujer, le dio casi toda su fortuna y se separaron para siempre, volviendo él a Inglaterra. En julio de 1858, no obstante, regresó a Italia, donde pasaría los últimos seis años de su vida. Gracias a Robert Browning, obtuvo una pensión de su familia que le permitió encontrar acomodo primero en Siena y luego en Florencia. Allí recibió a un joven admirador, el poeta Swinburne, y falleció el 17 de septiembre de 1864. 
Está enterrado bajo un laurel en el Cementerio Inglés de Florencia, cerca de la tumba de su amiga, Elizabeth Barrett Browning. Allí puede contemplarse también una estatua de su esposa sobre la tumba de su hijo, Arnold Savage Landor. Su nieto, Arnold Henry Savage Landor (1867-1924), fue un famoso explorador y autor de libros de viajes.
La delicadeza, abundancia, precisión y exquisitez lingüística y prosódica del estilo de Landor en prosa y su gran concisión en el verso fueron muy apreciadas por escritores ilustres como Coleridge, Byron, Charles Lamb y Shelley. De hecho, Friedrich Nietzsche lo consideraba uno de los "cuatro maestros de la prosa del siglo XIX" junto a Prosper Mérimée, Giacomo Leopardi y Ralph Waldo Emerson. El personaje de la obra de Charles Dickens Boythorn, de Casa desolada (1852-1853), está inspirado en este autor; Dickens lo conocía a través de su biógrafo y amigo John Forster.

## Obras

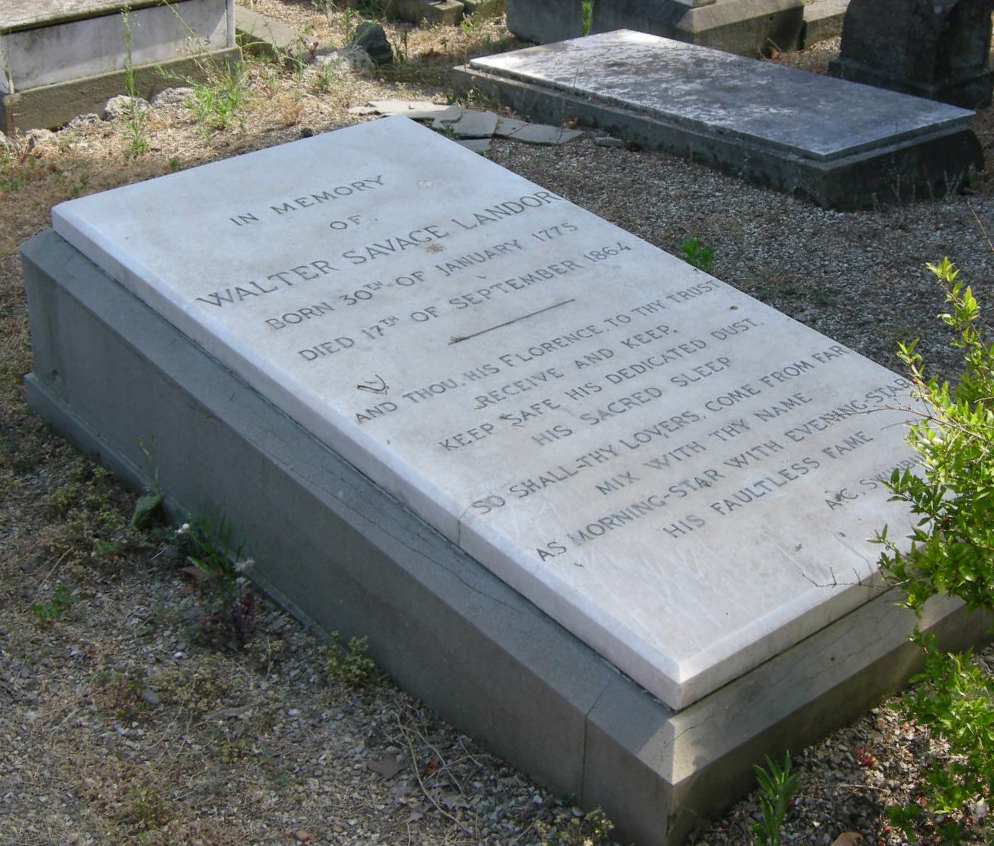
Su tumba en el Cementerio Inglés en Florencia.

Es uno de los más originales poetas ingleses, aunque no resulta muy popular por su léxico y especial conceptismo; de hecho ha sido llamado "poeta para poetas".
- The Poems of Walter Savage Landor (1793), pequeño volumen en tres libros.
- Moral Epistle, panfleto anónimo de diecinueve páginas.
- Gebir (1796). Su primera gran obra, con una segunda edición que apareció en 1803 con el texto muy corregido. Por entonces apareció todo el poema publicado también en latín.
- El Conde Don Julián (Count Julian), tragedia de tema español aparecida en 1812, sin el nombre de su autor. Es su obra más destacada, sin que haya otra que pueda comparársela en la poesía inglesa entre el Sansón Agonista de Milton y el Prometeo liberado de Shelley, por su perfección y altura moral.
- Conversaciones imaginarias (Imaginary Conversations), serie de poemas cuyo primer volumen apareció en 1824 y que fue ampliándose y corrigiéndose a lo largo del tiempo, hasta 1846.
- The Citation and Examination of William Shakespeare (1834), prosa.
- Pericles and Aspasia (1836), prosa.
- The Pentameron (1837), prosa. A esta se le añadió originariamente The Pentalogia, que contiene cinco de los mejores estudios cortos en poesía dramática.
- Poemata et inscriptiones (1847), su más importante obra en latín.
- Las Hellenics of Walter Savage Landor (1847), la cumbre de su obra poética.
- The Last Fruit off an Old Tree (1853), volumen misceláneo que se cierra con Five Scenes on the martyrdom of Beatrice Cenci.
- Antony and Octavius: Scenes for the Study (1857), doce poemas consecutivos dialogados que bastarían para colocarlo entre los pocos grandes maestros del drama histórico.
- Dry Sticks Fagoted by W. S. Landor (1858), miscelánea poética.
- Heroic Idyls, with Additional Poems, English and Latin (1863). Último volumen. Muestra que su genio poético no había perdido su majestuosidad ni poder patético.